# 俄亥俄州州徽
俄亥俄州州徽（英語：Seal of Ohio），是美国俄亥俄州的官方徽章。俄亥俄州的各政府办公室、机构和法院使用的州印章细节上都略有不同，但都基于一些共同的特征，即圆形纹章，上面绘有俄亥俄州首个州府奇利科西的日出景色。

## 设计

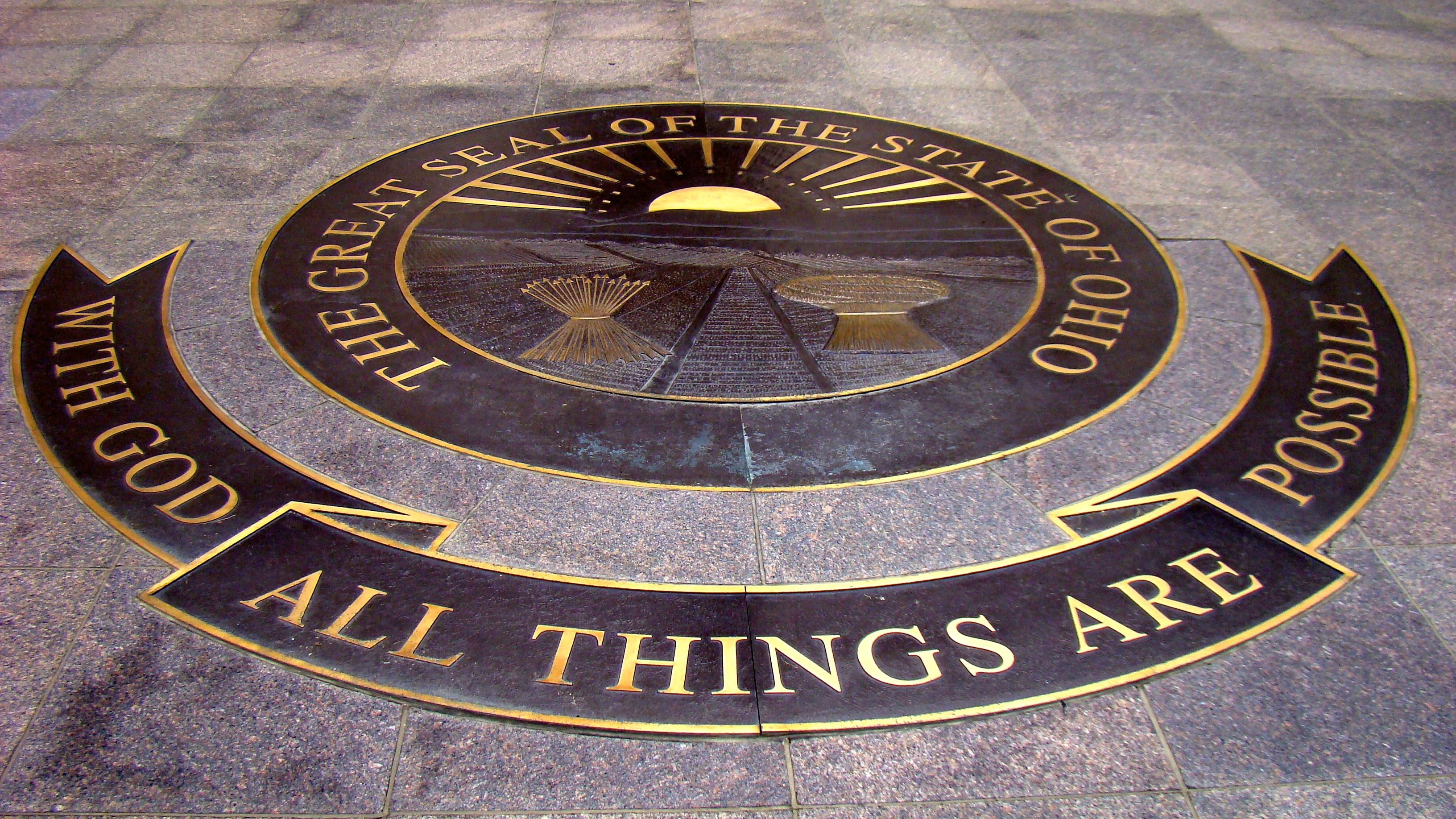
俄亥俄州议会大厦里的州徽，下方为州格言

俄亥俄州修订法典（Ohio Revised Code）中定义了州徽的设计，州徽当中的圆形纹章的设计为：
圆形盾徽。盾徽的右侧前景为一捆立起来的小麦；盾徽的左侧前景为一束十七支箭，形似一捆小麦；背景为从阿德纳博物馆视角看到的罗斯县洛根山；在山上，太阳已经升起了四分之三，放射出十三道光线，代表着原十三殖民地照耀着西北领地的第一个州，放射的光线连接到盾徽上半圆的边缘。在背景和前景中间为耕地和赛欧托河。——俄亥俄州修订法典第5.04节
此外，当使用彩色版本的州徽时，所使用的颜色应与州徽中的地形和物体的自然颜色基本相同。

## 历史

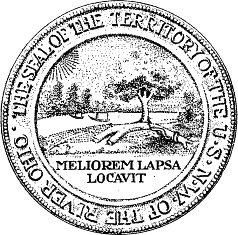
美国西北领地徽章

俄亥俄州州徽在历史上至少被重新设计了十次。在1805年到1866年间，都没有明确定义的州徽。

### 西北领地时期
在俄亥俄州建州之前，西北领地政府有自己的徽章。美国国务院为其设计了徽章以用于官方文件徽章上刻有拉丁文铭文Meliorem lapsa locavit，意为种下的树胜过倒下的树，用以纪念蛮荒为文明让路。

### 首个设计
俄亥俄州第一部宪法于1802年11月29日通过并于次年3月1日生效，宪法指出要有正式的州徽，但没有写明设计方案。时任州務卿小威廉·克赖顿（William Creighton Jr.）在官方文件中使用了其个人徽章。1803年，在俄亥俄州议会的第一届会议上，根据小威廉·克赖顿的草图描述了州徽的设计，包括了前景的小麦捆、箭束、背景的山上日出等元素。

### 无标准时期
1805年的法案沿用了先前1803年法案中对徽章的描述，该法案在1831年被废除，但新法案制定时忽视了徽章的设计，导致接下来出现了一系列不同的徽章。有的徽章上开始使用多个山峰以代替原先的单个山峰作为背景，有的则添加了航行于运河上的平底船元素。在1860年代的版本中，箭束被艺术化地悬空于运河之上。
1865年，时任州務卿威廉·亨利·史密斯（William Henry Smith）要求对州徽加以规范化，他发现其他州的州徽更大更精美，还刻有格言。1866年4月6日，俄亥俄州共和党大会提出了州徽新方案，将尺寸从2英寸增加到2.5英寸，左侧前景为铁匠，右侧前景为农夫，增加汽船、火车等元素，底部添加格言Imperium in Imperio，意味执政政府。然而在南北战争导致州权受影响的背景之下，这条格言是有争议的。此外更大更复杂的设计也导致了预算超支。1868年俄亥俄州民主党推翻了共和党的该设计方案，并重新使用1803年的设计。尽管如此，1866年的州徽依然在美国各地继续使用了数十年。

### 标准化

1967年州徽彩色复制版

1967年，辛辛那提的室内设计师Robert Greiwe受委托在俄亥俄州议会大厦圆形大厅顶上绘制州徽，其发现了州徽存在多个版本的问题。于是俄亥俄州众议院议员Ralph B. Kohnen和Myrl Shoemaker开始推动州徽的标准化。河流和十七道的阳光被加入设计中。

1996年州徽彩色复制版

在1996年的修改版本中，十七道阳光被减少至十三道，用以象征原十三殖民地照耀着西北领地的第一个州。俄亥俄州为加入联邦的第17个州已经被十七支箭所象征，原十七道阳光有重复的象征意义。

## 使用
俄亥俄州的88个县中的每一个县都有基于州徽的公章。政府各个部门的徽章设计也略有不同。

州长徽章
副州长徽章
俄亥俄州众议院徽章
俄亥俄州参议院徽章
参议院主席名单徽章
州最高法院徽章
州務卿徽章
州检察长（Attorney General）徽章
州财务主管（State Treasurer）徽章
州审计长（State Auditor）徽章
州监察长（Inspector General）徽章
州农业部徽章
机动车管理局徽章
州商业部徽章
州税务部徽章
西班牙裔和拉丁裔事务委员会徽章
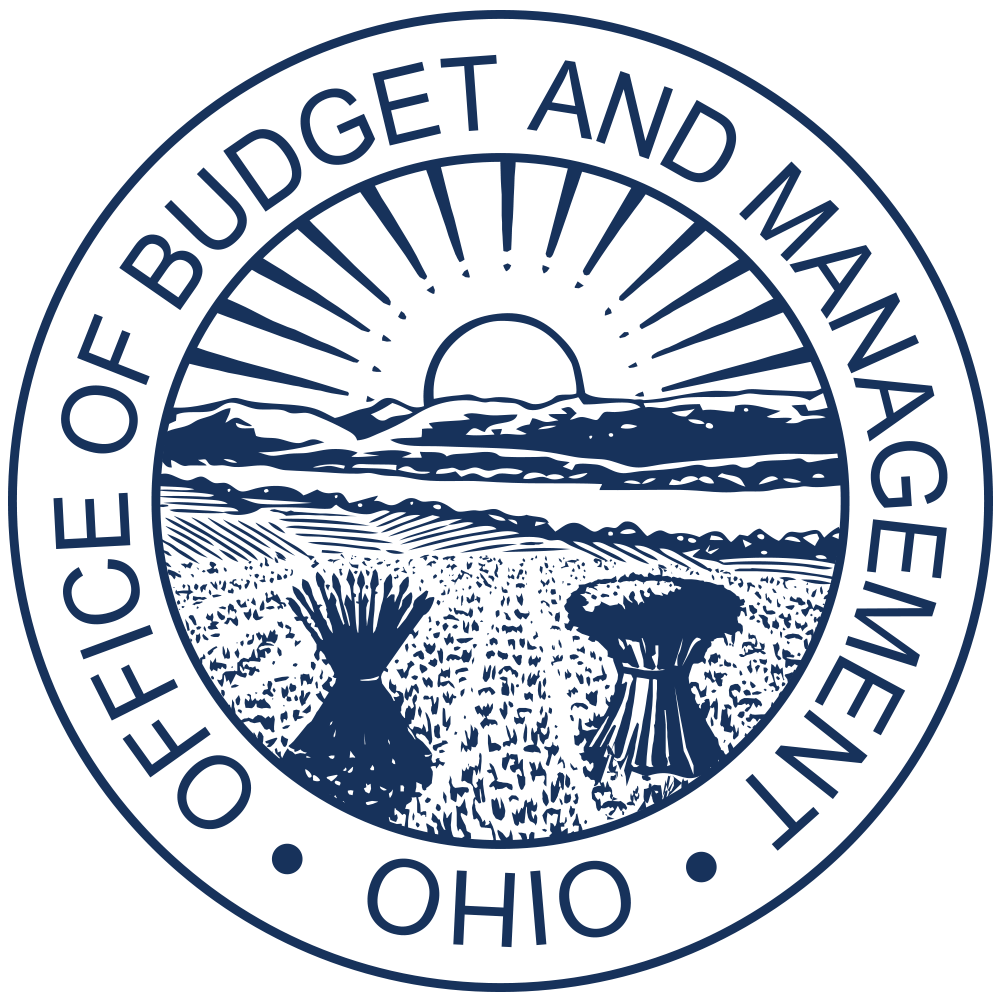
预算和管理办公室徽章
选举委员会徽章
道德委员会徽章
民权委员会徽章
消费者法律顾问徽章
公設辯護人徽章
医学委员会徽章